# 미나스제라이스 항공모함
미나스 제라이스 항공모함은 브라질 해군의 항공모함이었다.
제2차 세계대전 당시, 영국 콜로서스급 항공모함인 HMS 벤전스를 1956년 미화 900만 달러를 주고 중고로 수입한 것이다. 콜로서스급 항공모함은 한국전쟁 초기인 1950년 7월 3일부터 북한을 공습한 영국의 항공모함이다.
브라질의 현대화의 아버지라 불리는 대통령 주셀리누 쿠비체크의 고향, 미나스제라이스 주의 이름을 함명으로 정했다.
2001년 퇴역했다. 2002년에서 2004년 사이 리오데자네이로에 정박해 있었으며, 2004년 2월 인도로 예인되어 고철로 분해되었다. 후속함 상파울루 항공모함으로 대체되었다. 미나스 제라이스가 영국 중고 항모인데 비해, 상파울루는 프랑스 중고 항모이다.

## 역사
1956년 영국 해군의 콜로서스급 항공모함인 HMS 벤전스 (R71) 항공모함을 중고로 수입했다. 만재배수량 2만톤으로 한국의 독도함과 동일하다.
1995년 아르헨티나 해군 베인티신코 데 마요 항공모함의 캐터펄트를 중고로 수입했다. 2만 파운드의 고정익기를 운용할 수 있게 되었다. 더글러스 A-4 스카이호크의 임무중량이 2만 파운드이다. 한국의 FA-50도 임무중량이 2만 파운드이다.
1997년 아르헨티나 해군으로부터 A-4Q 비행기 동체 1개를 임대했다. A-4Q를 사용해 항공모함을 개조했다.
1999년 A-4KU 스카이호크 20대와 TA-4KU 스카이호크 훈련기 3대를 중고로 쿠웨이트 공군에서 7천만 달러(800억원)에 수입했다. 브라질 해군 역사상 최초로 항공모함에 고정익 함재기를 탑재하게 되었다. 23대의 비행기로 1개의 비행대대를 창설해, 2000년 10월 항공모함에 배치되었다. 11톤 스카이호크를 탑재하기 위해, 항공모함의 캐터펄트를 업그레이드 했다.
2001년 함재기 20대를 탑재하는 2만톤 미나스제라이스 항공모함을 퇴역시키고, 함재기 30대를 탑재하는 3만톤 상파울루 항공모함을 취역했다.

## 독도함과의 비교
미나스제라이스는 독도함과 제원이 매우 비슷하다.
- 미나스제라이스, 배수량 19,890톤, 길이 211.8 m, 엔진 4만마력, 함재기 21대
- 독도함, 배수량 18,800톤, 길이 199 m, 엔진 4만마력, 헬기 15대

독도함은 상륙정 2개를 탑재하기 때문에, 함재기 최대탑재량이 적다.

## 같이 보기
- 상파울루 항공모함 - 브라질의 현재 항공모함